# Панайот Пондалов
Панайот Ангелов Пондалов (Румбата) е български национален състезател и треньор по волейбол.

## Биография
Панайот Пондалов е роден в семейството на Ангел и Ирина Пондалови в Сливен.
Детството му преминава в бедност и безгрижие. През 1934 г. той постъпва в тъкарското училище „Митрополит Серафим“, после продължава в прогимназията „Д-р Иван Селимински“, от 1941 – 1944 е в мъжката гимназия „Добри Чинтулов“. През 1944 г. е приет в текстилния техникум „Добри Желязков“ където се дипломира през 1948 година.
През октомври 1951 се жени за Карамфила Мичова, с която е женен до 1968 година и имат 2 деца – Ангел и Ана-Мария. По-късно се жени втори път.

### Състезателна кариера
Започва да тренира през 1943 година в отбора на гимназия „Добри Чинтулов“, Сливен под ръководството на учителите Олег Филимонов и Стефан Шопов.
През 1945 година е включен в мъжкия градски отбор. Когато отива с отбора на областни ученически първенства в Бургас през 1947 е забелязан от националния треньор Валентин Анков.
През септември 1949 получава повиквателна за националния отбор. Дебютира в мача срещу Франция на 15 септември 1949 година.
През 1950 година е привлечен в състава на дружеството на строителни войски „Ударник“, после „Славия“, където завършва своята кариера през 1961 г. след претърпяна катастрофа.

### Треньор
От 1962 година Пондалов е треньор на мъжете; след това на юношите и децата в дружество „Славия“

## Титли и награди
- Бронзов медалист от първенството в Прага `49
- Сребърен медал от европейското първенство Париж `51, избран в шесторката на шампионата
- Сребърен медал от републиканското първенство `51
- Бронзов медал от световното първенство в Москва `52
- Републикански шампион `52
- Републикански шампион `53
- Златен медал от студентските игри Будапеща `54
- Бронзов медал от републиканското първенство `54
- Бронзов медал от европейското първенство Букурещ `55
- Бронзов медал от републиканското първенство `55
- Републикански шампион `56
- Сребърен медал от републиканското първенство `57
- Носител на купата на НРБ `57
- Носител на купата на съветската армия `58
- Избран в шесторката на европейското първенство Прага `58
- Почетен гражданин на Париж от 1956 г.
- Почетен гражданин на Сливен от май 2004 г.